# TUN与TAP
在計算機網路中，TUN與TAP是作業系統核心中的虛擬網路設備。不同於普通依賴硬體網路介面卡實現的設備，這些虛擬網路設備全部以軟體實現，並向運行於作業系統上的軟體提供與硬體網路設備完全相同的功能。
TAP等同於一個乙太網設備，處理第二層資料包如乙太網資料幀。TUN模擬了網路層設備，處理第三層資料包，比如IP資料封包。
作業系統透過TUN/TAP設備向綁定該設備的使用者空間的程式傳送資料，反之，使用者空間的程式也可以像操作硬體網路設備一樣，通過TUN/TAP設備傳送資料。在後者情況下，TUN/TAP設備向作業系統的網路堆疊遞交（或“注入”）資料包，從而模擬從外部接收資料的過程。
TUN/TAP被用於：
- 虛擬私人網路
  - OpenVPN
  - tinc
  - n2n
  - OpenSSH
- 虛擬機
  - Bochs
  - QEMU
  - Hercules (S/390模擬器)
  - KVM

TUN/TAP設備驅動程式能支援如下平台：
- FreeBSD
- Mac OS X
- Linux
- Microsoft Windows
- OpenBSD
- NetBSD
- Solaris
- Android
- iOS

## 外部連結
- http://vtun.sourceforge.net/（页面存档备份，存于）
- http://www.kernel.org/pub/linux/kernel/people/marcelo/linux-2.4/Documentation/networking/tuntap.txt（页面存档备份，存于）